# قاو ليلي
قاو ليلي (بالصينية: 高雷雷) هو لاعب كرة قدم صيني في مركز الوسط، ولد في 15 يوليو 1980 في بكين في الصين. لعب مع ميبا ونادي بكين سينوبو غوان ونادي ويلينغتون فينيكس.